# Tommaso Guasco
Tommaso Guasco (Alessandria, 1283 – Alessandria, 15 luglio 1346) è stato un religioso italiano, venerato dalla Chiesa cattolica come beato.

## Biografia
Tommaso Guasco, nato ad Alessandria, rimane una figura di cui si conosce poco relativamente alle origini familiari. Carlo A-Valle, nella sua opera "Storia di Alessandria dall’origine ai giorni nostri", sottolinea l'oscurità che avvolge l'appartenenza familiare di Guasco fino alla rivelazione derivante da un documento del 1335. Tale documento fu reso noto grazie alle ricerche di Carlo Guasco, marchese di Castelletto d'Erro, autore di numerosa storiografia alessandrina, e che contribuì al dizionario di Cesare Orlandi, segnalato in bibliografia, redigendo la voce "Alessandria".
All'età di diciotto anni, Guasco si trasferì in Toscana, aderendo all'ordine dei Servi di Maria, fondato sul monte Senario di Firenze cinquant'anni circa prima della nascita di Tommaso. Durante i suoi primi anni nell'ordine, Guasco ebbe come mentore Andrea Balducci da Sansepolcro, allora priore generale, noto per la sua attività di predicazione e fondatore di conventi a Asti e Alessandria. Guasco si distinse per la sua dedizione alla preghiera, alla meditazione, alla lettura e alla pratica di rigorose penitenze, conducendo una vita di estrema austerità.
Tommaso Guasco morì il 15 luglio 1346, lasciando un'eredità di santità che viene perpetuata ogni 15 luglio, memoria della morte.